# تيسير خلف
تيسير أحمد خلف (من مواليد القنيطرة عام 1967) هو روائي وناقد وباحث سوري فلسطيني. لقد كتب أكثر من 30 كتابًا بما في ذلك رواية «مذبحة الفلاسفة» المرشحة للجائزة الدولية للرواية العربية لعام 2017.

## المهنة
درس خلف الإعلام وتخرج من جامعة دمشق عام 1993. بدأ بكتابة الروايات وانضم إلى اتحاد الكتاب العرب. كان مهتمًا أيضًا بالبحث التاريخي وأنتج العديد من الأعمال التي تركز على التاريخ العربي والشام وخاصة فلسطين. تشمل أعماله البحثية التاريخية طبعة من مؤنس العائلتين للوحدة القدس بقلم اللقيمي وهو مسافر من القرن الثامن عشر يصف القدس تحت الحكم العثماني وتاريخ هضبة الجولان الذي يعتمد على كتابات المؤرخين العرب، وبحوث تتعلق بصحة رحلة أبي خليل القباني إلى الولايات المتحدة في أواخر القرن التاسع عشر.
في الأدب، استخدم خلف الأحداث التاريخية في العديد من رواياته. في روايته مذبحة الفلاسفة، الذي تم ترشيحها للجائزة الدولية للرواية العربية، يكون احتلال تدمر من قبل الرومان وحياة الملكة زنوبيا في روما خلفيةً لبطل الرواية، ولكن الرواية تركز أكثر على الحياة الفلسفية لتدمر بدلًا من التاريخ السياسي. اعتبارًا من عام 2017، يقيم خلف في إسطنبول.

## منشورات مختارة

### قصة قصيرة
- خلف، تيسير (1993). قطط أخرى: قصص. دار الينابيع للنشر والتوزيع. OCLC:31132230.

### روايات
- خلف، تيسير (1996). دفاتر الكتف المائلة. دار الينابي. OCLC:35578519.
- خلف، تيسير (2004). عجوز البحيرة. دار كنعان. OCLC:61671599.
- خلف، تيسير (2013). موفيولا. دار فضاءات للنشر والتوزيع والطباعة.
- خلف، تيسير (2016). مذبحة الفلاسفة. المؤسسة العربية للدراسات والنشر. OCLC:945115504.
- خلف، تيسير (2018). عصافير داروين. المؤسسة العربية للدراسات والنشر. ISBN:978-614-419-869-8.
- خلف، تيسير (2022) ملك اللصوص: لفائف أيونوس السوري ، منشورات المتوسط إيطاليا ISBN: 979-12-80738-33-2.[8]
- خلف، تيسير (2024) المسيح الأندلسي ، منشورات المتوسط- ايطاليا ISBN:9791255910367.[9]

### البحوث التاريخية
- خلف، تيسير (2004). صورة الجولان في التراث الجغرافي العربي‌-الإسلامي. قدمس للنشر والتوزيع. OCLC:609010203.
- خلف، تيسير (2005). الجولان في مصادر التاريخ العربي: حولات وتراجم. دار كنعان. OCLC:74716561.
- خلف، تيسير (2006). الكتاب العزيزي، أو، المسالك والممالك. التكوين للطباعة والنشر والتوزيع. OCLC:66387271.
- خلف، تيسير (2006). استكشاف الجولان: مغامرون وجواسيس وقساوسة، 1805-1880. التكوين للطباعة والنشر والتوزيع. OCLC:84850853.
- خلف، تيسير (2006). وثائق عثمانية حول الجولان: أوقاف-- أوامر سلطانية-- سالنامات. التكوين للطباعة والنشر والتوزيع. OCLC:123450141.
- خلف، تيسير (2006). المسيح في الجولان: تاريخ وآثار. دار كنعان. OCLC:191877963.
- خلف، تيسير (2007). رجم الهري وحضارة الدوائر الغامضة. تنفيذ وتوزيع التكوين للتأليف والترجمة والنشر. OCLC:792883381.
- خلف، تيسير (2009). موسوعة رحلات العرب والمسلمين إلى فلسطين (8 مجلدات). دار كنعان. OCLC:949443939.
- خلف، تيسير (2014). رحلات البطريرك ديونيسيوس التلمحري في عهد الخليفتين المأمون والمعتصم: الكتاب الحائز على جائزة ابن بطوطة لتحقيق المخطوطات 2014-2013. دار السويدي للنشر و التوزيع. OCLC:905467642.
- خلف، تيسير (2014). الرواية السريانية للفتوحات الاسلامية (ط. 2). دار التكوين.
- خلف، تيسير (2018). دمشق إلى شيكاغو، رحلة أبي خليل القباني إلى أميركا 1893 / 1893). المؤسسة العربية للدراسات والنشر. OCLC:1031399379.
- خلف، تيسير (2018). نشأة المسرح في بلاد الشام: من هشاشة القانون إلى فتاوى التحريم، 1847-1917: وثائق ومعارك دمشق، بيروت، عكا. الهيئة العربية للمسرح. OCLC:1104664985.
- خلف، تيسير (2019). وقائع مسرح أبي خليل القباني في دمشق، 1873-1883: حقائق ووثائق تنشر للمرة الأولى. منشورات المتوسط. OCLC:1110667615.
- خلف، تيسير (2019). الحركة النسائية المبكرة في سوريا العثمانية: تجربة الكاتبة هنا كسباني كوراني. المؤسسة العربية للدراسات والنشر. ISBN:978-6-144-45308-7.
- خلف، تيسير (2021). ملكات عربيات قبل الإسلام. دار المحيط. ISBN:978-9-948-84505-8.
- خلف، تيسير (2022). سيرة الأجواق المسرحية العربية في القرن التاسع عشر: مذكرات الممثلين عمر وصفي ومريم سماط. منشورات المتوسط. ISBN:1296609741. {{استشهاد بكتاب}}: تأكد من صحة |isbn= القيمة: checksum (مساعدة) خلف، تيسير (2023). من عكّا إلى تكساس: مذكّرات قسطنطين أسعد سيقلي (1861-1925). (باللغة العربية). المركز العربي للأبحاث ودراسة السياسات. الرقم الدولي المعياري للكتاب: 978-614-445-559-3.

### اقتباسات
1. ↑  العساف 2010.
2. ↑  Akkach 2012.
3. ↑  Winter 2016.
4. ↑  Princeton University Library 2018.
5. ↑  سكاي نيوز عربية 2017.
6. ↑  الجائزة العالمية للرواية العربية 2017أ.
7. 1 2  الجائزة العالمية للرواية العربية 2017ب.
8. ↑  "ملك اللصوص". almutawassit.it (بالإنجليزية). Archived from the original on 2022-05-19. Retrieved 2024-08-26.
9. ↑  ""المسيح الأندلسي".. إسقاط سرديّ تاريخيّ على واقع عنصريّة تتواصل!". www.al-ayyam.ps. مؤرشف من الأصل في 2024-06-07. اطلع عليه بتاريخ 2024-08-26.